# Adriano Jaime Miriam Veigle
Dom Adriano Jaime Miriam Veigle TOR (15 de setembro de 1912 - 3 de abril de 2001) foi um bispo católico estadunidense e primeiro prelado de Borba.
Adriano Veigle cursou Filosofia (1931-1934) e Teologia (1935-1938), e especializou-se em Química (1941-1944). Ingressou na Terceira Ordem Regular de São Francisco e foi ordenado sacerdote em 22 de maio de 1937. Entre 1944-1964, exerceu funções como professor de Química, reitor da universidade, ministro provincial e superior local, em Loretto.
O Papa Paulo VI nomeou-o em 18 de junho de 1964 como primeiro prelado da prelazia territorial de Borba, criada no ano anterior. Participou da terceira e quarta sessões do Concílio Vaticano II como um padre conciliar.
Em 23 de março de 1966 foi nomeado bispo-titular de Gigthi. Recebeu a ordenação episcopal em 9 de junho do mesmo ano, através de Dom George Leo Leech, Bispo de Harrisburg. Os co-consagradores foram o bispo de Greensburg, William Graham Connare, e o bispo-auxiliar de Pittsburgh, Vincent Martin Leonard.
Dom Adriano Jaime renunciou a sé titular em 26 de maio de 1978 e teve sua renúncia como prelado de Borba por causa da idade aprovada pelo Papa João Paulo II em 6 de julho de 1988.
Foi membro da Sociedade Química Americana e autor de Estudos de Sulfanílamides e Estudos de Dipicrylamino para determinar Potássio no Sangue.